# Gigaset Communications
Gigaset Communications este o companie producătoare de telefoane cu fir și fără fir din Germania.
A fost înființată în anul 2008, când fondul de private equity Arques Industries, a cumpărat 80,2% din acțiunile subsidiarei Siemens Home and Office Communication Devices GmbH & Co. KG (SHC) de la compania Siemens AG.
Cifra de afaceri în 2010: 500 milioane euro.